# Tumecauda serraticornis
Tumecauda serraticornis är en insektsart som beskrevs av William D. Funkhouser 1930. Tumecauda serraticornis ingår i släktet Tumecauda och familjen hornstritar. Inga underarter finns listade i Catalogue of Life.